# Saint-Paul (Orne)
Saint-Paul település Franciaországban, Orne megyében. Lakosainak száma 652 fő (2022. január 1.). Saint-Paul Landisacq, Chanu, La Chapelle-Biche, Flers és La Lande-Patry községekkel határos.

## Népesség
A település népessége az elmúlt években az alábbi módon változott:
| Lakosok száma | 637  | 652  | 681  | 680  | 689  | 689  | 694  | 673  | 652  |
|               | 2013 | 2015 | 2016 | 2017 | 2018 | 2019 | 2020 | 2021 | 2022 |